# Новале (Болцано)
Новале је насеље у Италији у округу Болцано, региону Трентино-Јужни Тирол.
Према процени из 2011. у насељу је живело 97 становника. Насеље се налази на надморској висини од 1147 м.